# Ogygos (König von Achaia)
Ogygos (altgriechisch Ὤγυγος) gilt als der letzte mythische König von Achaia im Nordwesten des Peloponnes.
Er ist einzig durch eine historisch fragwürdige Königsliste bekannt, die mit Tisamenos beginnt. Genau wie Hellanikos einen Ogygos an den Anfang der attischen Königsliste setzte, so kann ein anderer Chronograph diesen Namen ans Ende der Reihe der achäischen Könige gestellt haben.